# 柳河镇 (玉门市)
柳河镇，是中华人民共和国甘肃省酒泉市玉门市下辖的一个乡镇级行政单位。
2015年，甘肃省民政厅批复同意撤销柳河乡，设立柳河镇。

## 行政区划
柳河镇下辖以下地区：
官庄子村、二道沟村、东风村、红旗村和蘑菇滩村。